# روبرت بوشامب
روبرت بوشامب (بالإنجليزية: Robert Beauchamp)‏ هو رسام أمريكي، ولد في 19 نوفمبر 1923 في دنفر في الولايات المتحدة، وتوفي في 22 مارس 1995 في نيويورك في الولايات المتحدة بسبب سرطان البروستاتا.